# District d'Inkawasi
Le district d'Inkawasi est l’un des dix-huit districts de la province de La Convención située dans le département de Cusco.